# The Lure of the Grand Canyon
The Lure of the Grand Canyon è un album di musica classica che vede la partecipazione del cantante country Johnny Cash nella veste di narratore; fu pubblicato nel 1961 dalla Columbia Records.

## Il disco
Pur essendo stato pubblicato come un album di Johnny Cash, The Lure of the Grand Canyon è costituito principalmente dalla registrazione della Grand Canyon Suite di Ferde Grofé, eseguita da un'orchestra diretta da Andre Kostelanetz, ed include inoltre autentici suoni registrati all'interno del Grand Canyon. Il commento parlato di Johnny Cash si trova nella sesta ed ultima traccia, preceduta da cinque movimenti sinfonici, e descrive un giorno speso visitando il famoso Canyon. The Lure of the Grand Canyon è uno dei primi concept album della storia della musica country e, con ogni probabilità, uno dei primi in assoluto, anche se lo stesso Cash aveva pubblicato un concept album, Ride This Train, proprio l'anno prima.

## Tracce
1. Sunrise – 5:58
2. Painted Desert – 3:59
3. On the Trail – 8:34
4. Sunset – 4:46
5. Cloudburst – 8:07
6. A Day in the Grand Canyon – 11:18

## Musicisti
- Johnny Cash - Chitarra, Voce